# Капальди, Льюис
Лью́ис Марк Капа́льди (англ. Lewis Marc Capaldi; род. 7 октября 1996 года, Глазго, Шотландия, Великобритания) — шотландский певец, автор-исполнитель.
Его самая известная песня — «Someone You Loved», в 2019 году возглавившая хит-парады многих стран, включая Великобританию и США.

## Биография
Льюис Капальди родился 7 октября 1996 года в Глазго, Шотландия. Приходится троюродным племянником шотландскому актёру Питеру Капальди (который сыграл в клипе на песню «Someone You Loved»). В возрасте четырёх лет переехал с семьёй в Батгейт, Уэст-Лотиан.
Впервые прославился в начале 2017 года с самоизданной песней «Bruises» (первой же своей песней, которую он вынес на суд широкой публики). Вскоре после того как песня собрала 25 миллионов прослушиваний на стриминговой платформе Spotify (поставив рекорд по скорости набора этой цифры песней независимого артиста), c молодым исполнителем подписали контракты лейблы звукозаписи Virgin EMI Records и Capitol Records.
В начале июля 2017 года на лейбле Vertigo/Capitol (Universal Music Group) у Льюиса вышел цифровой сингл с песней «Lost on You». Песня дебютировала на 50-й позиции шотландского списка самых продаваемых синглов.
20 октября 2017 года Капальди выпустил мини-альбом Bloom, куда вошли четыре песни: «Fade», «Bruises», «Mercy» и «Lost on You».
8 ноября 2018 года выпустил второй мини-альбом Breach, куда, в частности, вошла песня «Someone You Loved».
В марте следующего года эта песня поднялась на 1-е место в Великобритании, в итоге проведя на вершине семь недель.
17 мая 2019 года у Капальди вышел первый полнометражный альбом Divinely Uninspired to a Hellish Extent.
В октябре того же года песня «Someone You Loved» достигла 1-го места в Billboard Hot 100.
В сентябре 2022 года Льюису Капальди диагностировали синдром Туретта.
19 мая 2023 года Льюис представил второй альбом Broken by Desire to Be Heavenly Sent. Альбом дебютировал на первом месте в британском чарте 26 мая 2023 года, превзойдя по продажам альбомы конкурентов, что сделало его самым быстро продаваемым альбомом года в Великобритании в 2023 году.
В июне 2023 года в социальных сетях исполнитель объявил паузу в творческой карьере из-за прогрессирующего заболевания нервной системы.

## Дискография
Студийные альбомы
- Divinely Uninspired to a Hellish Extent (2019)
- Broken by Desire to Be Heavenly Sent (2023)

Мини-альбомы
- Bloom (2017)
- Breach (2018)
- Bruises (2019)